# Immanation
Der Ausdruck Immanation bezeichnet ein Einfließen im Unterschied zu einem Ausfließen, Emanation. Im Neuplatonismus und dessen christlichen Adaptionen war ein Ausfluss des Vielen aus einem ursprünglichen Einen und ein Rückfluss zu diesem grundlegend, sowohl für kosmologische Erklärungen als auch die Dynamik menschlicher Existenz. Der Terminus Immanation ist allerdings eine Neubildung wohl des 19. Jahrhunderts. Die lateinische Literatur spricht hingegen zum Beispiel von egressus-regressus, effluxus-refluxus.